# Xã Menoken, Quận Shawnee, Kansas
Xã Menoken (tiếng Anh: Menoken Township) là một xã thuộc quận Shawnee, tiểu bang Kansas, Hoa Kỳ. Năm 2010, dân số của xã này là 1.535 người.